# Brdo, Domžale
Brdo este o localitate din comuna Domžale, Slovenia, cu o populație de 83 de locuitori.